# Oppidum di Manching
L'oppidum di Manching, nell'attuale Alta Baviera, era un insediamento celtico che si ritiene esser stato un tempo la capitale della tribù celtica dei Vindelici.
Il centro fu fondato nel III secolo a.C. e la sua occupazione durò fino al 50-30 a.C. Conobbe il suo apogeo nella seconda metà del II secolo a.C. quando l'agglomerato, protetto da un baluardo di 7,2 km di perimetro, raggiunse un'estensione di 380 ettari, arrivando a ospitare una popolazione stimata tra i 5 000 e i 10 000 abitanti. Si trattava quindi di uno dei più importanti centri a nord delle Alpi, sia dal punto di vista dell'estensione che della popolazione.
Si ritiene che la sua fine, dovuta a fattori interni ed esterni, sia avvenuta prima della campagna di conquista della Rezia e dell'arco alpino negli anni dal 16 al 7 a.C., sotto Augusto.

## Storia dell'esplorazione

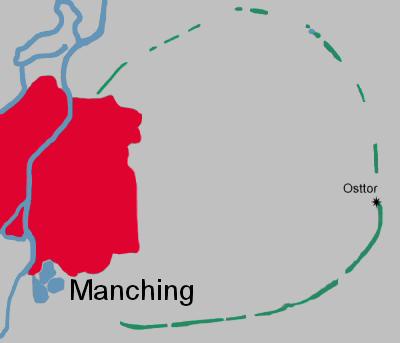
La cinta dell'oppidum di Manching (in verde) messa a confronto con i confini del moderno agglomerato di Manching (in rosso). Il punto a destra indica l'entrata est (Osttor)

L'enorme fortificazione circolare che abbracciava il sito sopravvisse all'abbandono dell'insediamento, divenendo un tratto caratteristico del paesaggio che fu notato già dai Romani.
Per secoli rimase un importante punto di riferimento per i confini di parrocchie e vescovadi. Una prima descrizione fu messa per iscritto nel 1831. Ne fu autore l'insegnante J. A. Buchner (1776-1854), guidato dall'erroneo convincimento di aver trovato una struttura difensiva romana nominata nell'Itinerarium Antonini e nella Notitia dignitatum: Vallatum/Vallato, un toponimo associabile alla presenza un vallum.

### Cronologia delle esplorazioni
I primi scavi archeologici si ebbero nel 1892-93 sotto la direzione di Joseph Fink (1859-1929). Nel 1903, Paul Reinecke riconobbe nel sito le vestigia di un oppidum celtico.
Nel 1936-38, durante il riarmo nazista della Germania, la Luftwaffe costruì a Manching un campo di aviazione. Questo portò alla distruzione di larghe porzioni del sito, senza consentire la possibilità di ricerche archeologiche sistematiche: solo pochissimi ritrovamenti furono recuperati dalla costruzione dell'installazione militare. Nel 1938, l'archeologo Karl-Heinz Wagner diede inizio a uno scavo della parte nordorientale della cinta muraria. All'interno del terrapieno visibile, scoprì i resti di un muro, che egli riconobbe come un murus gallicus, secondo la descrizione fatta da Giulio Cesare di tali strutture. A causa della presenza del campo d'aviazione, Manching, durante la seconda guerra mondiale, fu bersagliata da ripetuti raid aerei che ebbero come conseguenza ulteriori distruzioni delle evidenze archeologiche.

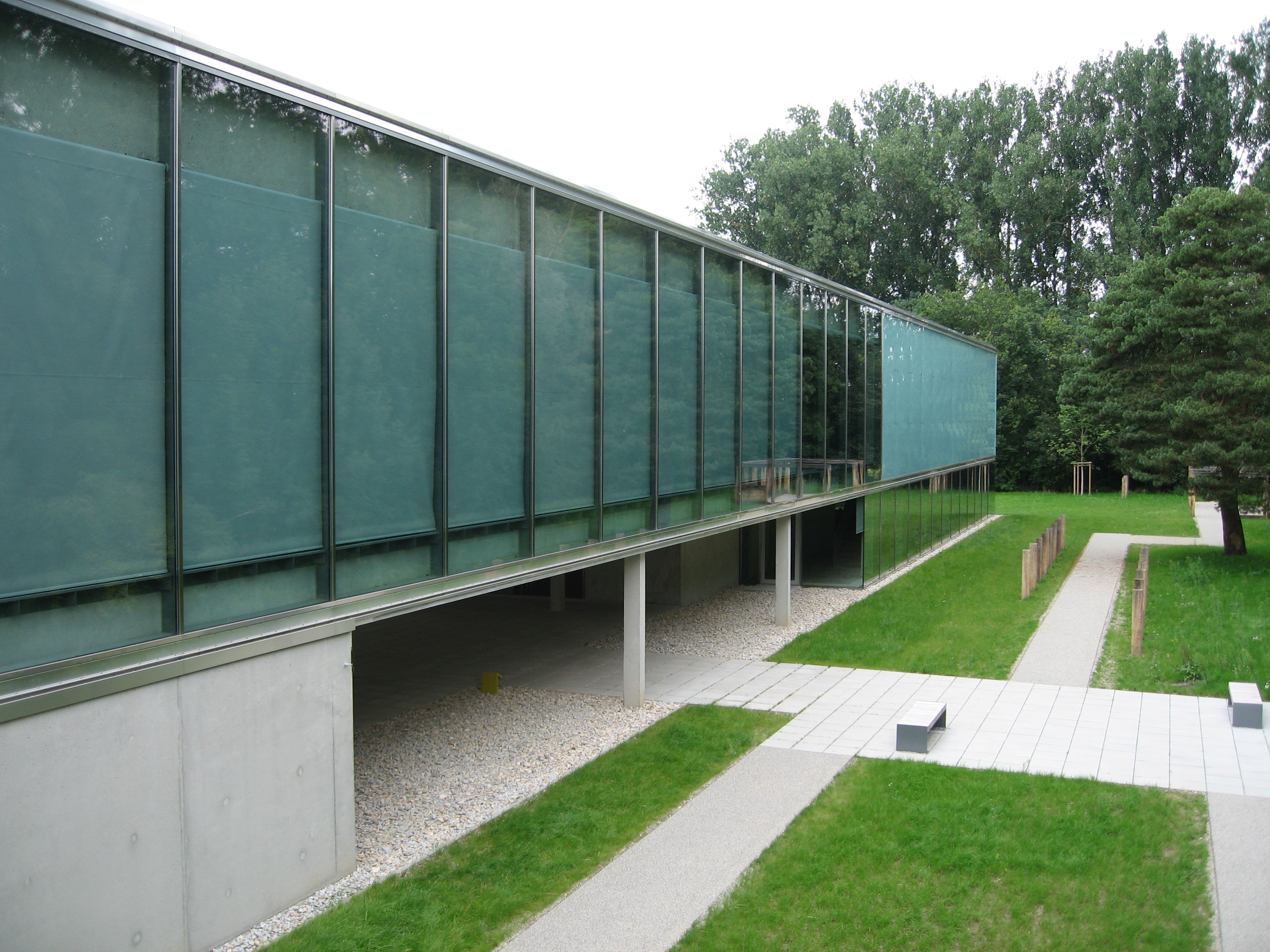
Il Museo celto-romano (Kelten Römer Museum) di Manching

Dal 1955, la Römisch-Germanische Kommission (Commissione romano-germanica) dell'Istituto archeologico germanico e il Servizio archeologico della Baviera hanno condotto estese campagne archeologiche per l'esplorazione del sito:
- 1955–1961 "Area centrale" (sotto la direzione di Werner Krämer)
- 1962–1963 "Porta orientale" (Rolf Gensen)
- 1965–1973 "Area centrale" e circonvallazione sud (Franz Schubert)
- 1984–1987 "Circonvallazione nord" (Ferdinand Maier)

Fino al 1987 erano stati esplorati circa 12 ettari dell'intero insediamento. Ma dal 1996, una serie di scavi di emergenza condotti da Susanne Sievers (nella parte centrale, l'«Altenfeld», e nell'area di competenza dell'European Aeronautic Defence and Space Company), hanno portato nel 2002 all'estensione dell'area esplorata fino a 26 ettari. Manching è divenuto così l'oppidum più intensamente esplorato dell'Europa Centrale, anche se, tuttavia, il grado crescente di esplorazione si accompagna alla progressiva distruzione del sito, dal momento che i nuovi scavi di emergenza si rendono necessari quando bisogna ricavare il massimo delle informazioni da una certa area prima che essa venga edificata.
Dal 2006 i ritrovamenti provenienti dall'oppidum sono esposti nel Museo Celto-Romano di Manching.

## Topografia

### Posizione

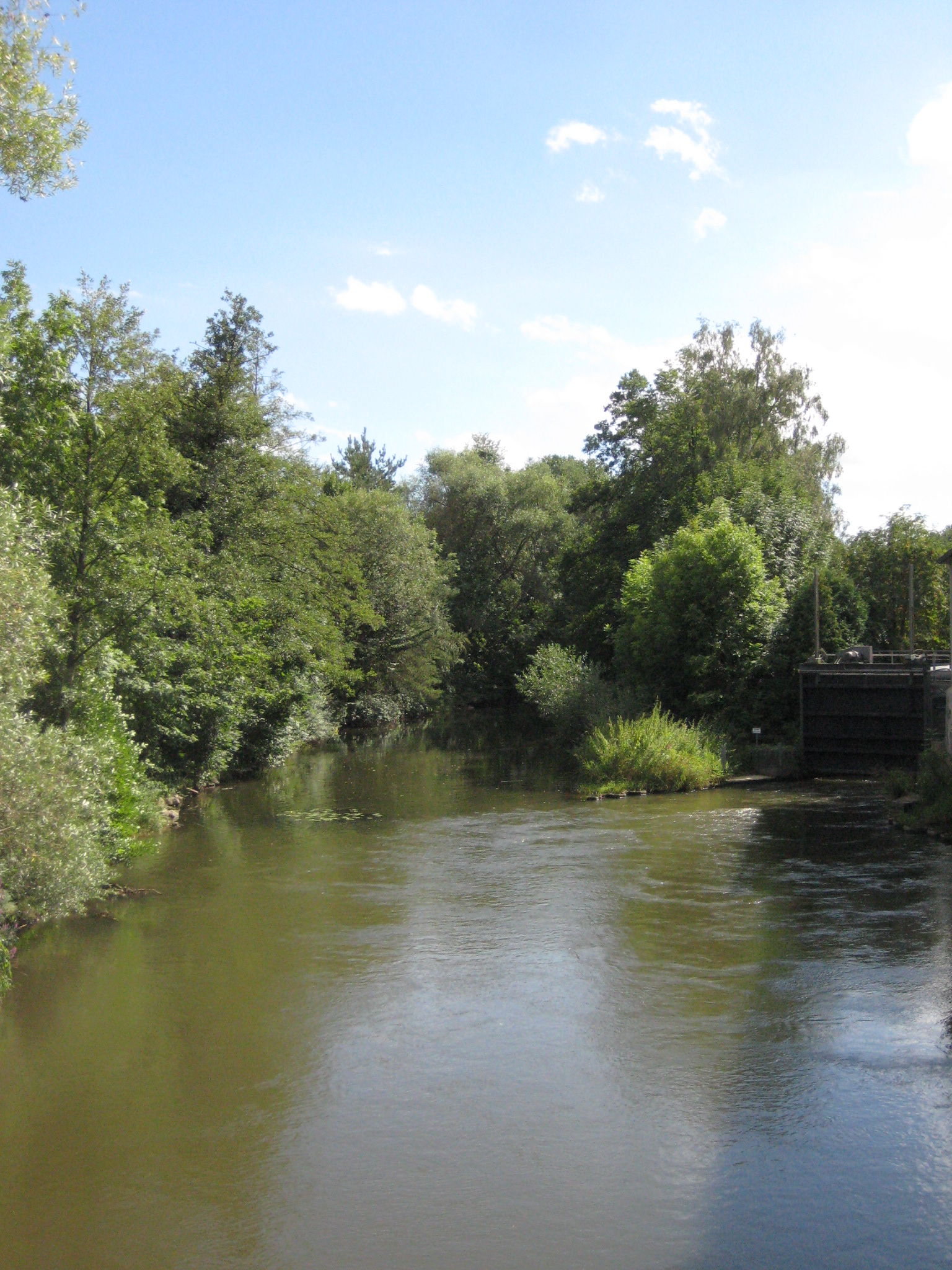
Il fiume Paar, presso l'oppidum

A differenza di altri oppida dell'epoca, quello di Manching non occupava una posizione sommitale ma si sviluppava su una pianura fluviale, in una posizione strategicamente collocata all'incrocio di due rotte commerciali orientate da nord a sud e da est a ovest. 

#### Il porto fluviale
La vicinanza della confluenza tra il fiume Paar e il Danubio, permetteva anche un facile accesso alla navigazione su quest'ultima importante arteria fluviale, garantendo all'oppidum un considerevole vantaggio nel commercio fluviale a lunga distanza.
Per questo, infatti, era stato anche allestito un porto fluviale, a nord-est dell'oppidum, in quello che, al tempo dell'insediamento celtico, era un meandro del Danubio che (come dimostrato da scavi sul finire degli anni novanta) aveva uno sbocco sul corso principale del fiume. Nel porto veniva scaricato il materiale da costruzione (pietre e legname) per le necessità dell'oppidum, ma anche anfore vinarie di provenienza mediterraneae, inoltre, anfore per il trasporto del garum.
Manching si rivela in questo modo come il più importante centro commerciale ed economico di epoca lateniana che si conosca fino ad oggi a nord delle Alpi.

### Planimetria

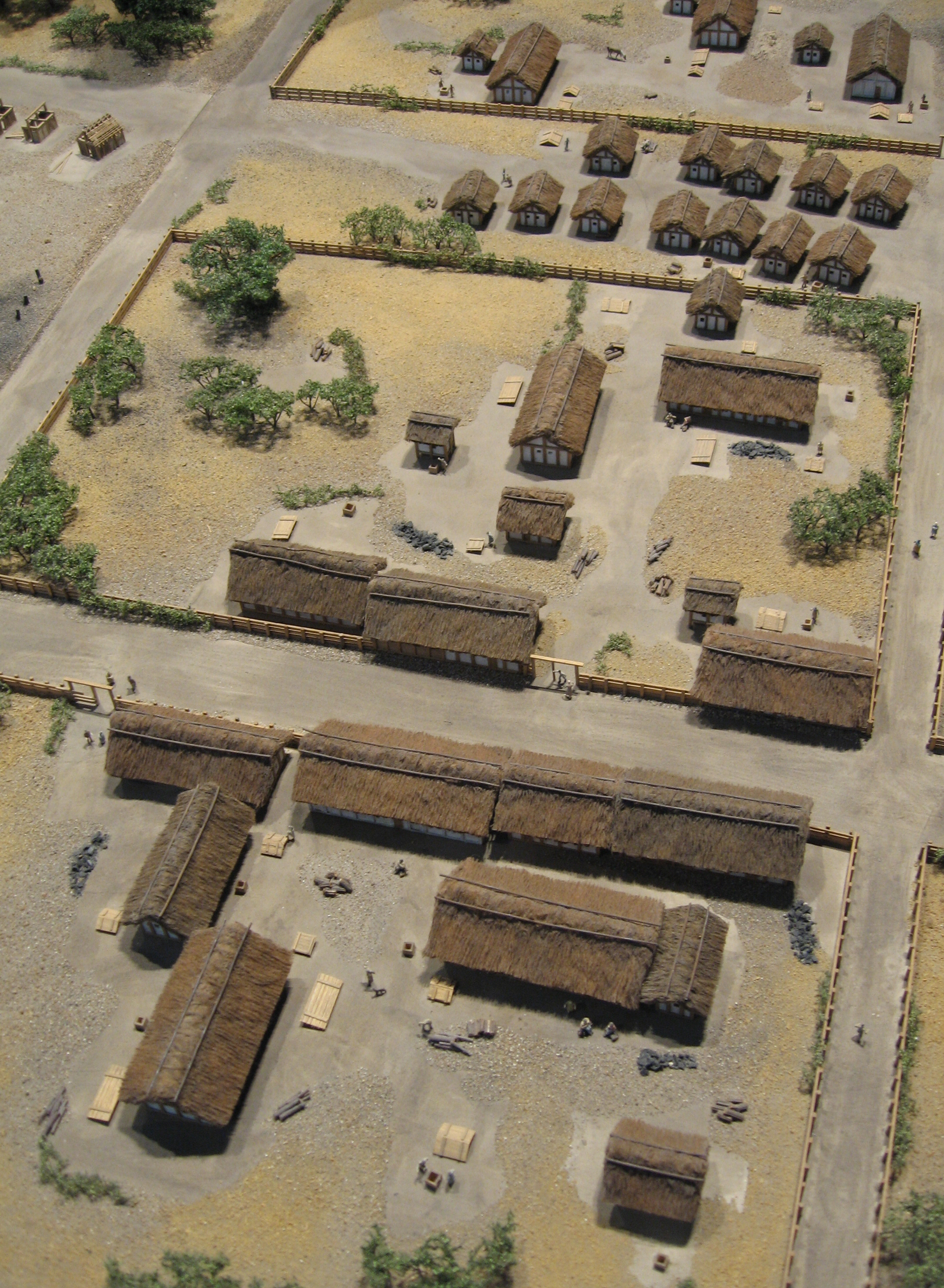
Planimetria ortogonale dell'area centrale

La costruzione della città fu il frutto di una precisa pianificazione urbanistica. Assi ortogonali, orientati secondo i punti cardinali, ritagliavano appezzamenti recintati. L'interpretazione di queste particelle chiuse rimane dibattuta. Esse possono far pensare a un'organizzazione in fattorie autosufficienti, che ricordano gli sfruttamenti autonomi di epoca hallstattiana, ma questa organizzazione spaziale prettamente rurale non è confermata dagli scavi più recenti. Sembra oggi più probabile che questa ripartizione ortogonale riflettesse una specializzazione economica e funzionale di settori specificamente dedicati all'agricoltura, all'artigianato, o riservati a ospitare luoghi di culto. 
Gli scavi compiuti nell'«Altenfeld», la parte centrale dell'oppidum, confermano una simile ipotesi, perché in quel luogo si è portato alla luce un quartiere interamente dedicato all'artigianato.
La parte centrale ospitava sicuramente un tempio, o un santuario, la cui costruzione doveva risalire alla fondazione della città. Questo antico santuario fu attivo tra il IV e il II o I secolo a.C. Lo spazio lastricato, le offerte ritrovate – armi, finimenti di cavalli, frammenti di calderoni – oltre a un gran numero di ossa di bambini e neonati, testimoniano la funzione cultuale del luogo.
Lungo l'asse viario in direzione est-ovest che, come un decumanus, doveva collegare la porta orientale con una presumibile ma ancora ignota entrata occidentale, vi erano piccole capanne. I ritrovamenti suggeriscono trattarsi di botteghe commerciali. Esisteva, probabilmente, un'analoga strada con funzione di asse sud-nord, a partire dalla porta meridionale.
La densità di popolamento non era distribuita in maniera uniforme all'interno dell'insediamento. Solo la parte centrale, tra l'ingresso orientale e l'ipotetica porta occidentale, insisteva su terreni alluvionali relativamente asciutti ed era più intensamente popolata. La densità si rarefaceva procedendo verso la periferia: ad esempio, una striscia larga 500 metri lungo il bordo interno delle mura, non mostra alcun segno di occupazione: potrebbe essersi trattato di un'area destinata alla coltivazione ed al pascolo.

### Architettura
L'insediamento consisteva di abitazioni ad un solo piano, con una o più stanze, articolate su una superficie dai 40 ai 100 metri quadrati. Alcune delle costruzioni erano realizzate con quella particolare tecnica che prevede una struttura portante in legno con tamponatura in muratura. A completare il quadro vi erano costruzioni che si sviluppavano in lunghezza, costruzioni semi-interrate, silos di stoccaggio su piloni sopraelevati, magazzini ipogei, laboratori, pozzi. Molte planimetrie presentano misure che possono essere identificate come multipli del mezzo piede celtico, ossia 15,45 cm. È stata ritrovata una barra su cui questa lunghezza è marcata da una serie anelli equispaziati in bronzo, un reperto interpretato come strumento di misura.
Vale la pena di sottolineare la grande varietà di chiavi e serrature ritrovata nel'insediamento. 
Si usavano serrature maschiate e chiavi uncinate per porte e cancelli, chiusure a chiavistello per le porte più piccole, e serrature a molla per cassette e cassapanche.

### Fortificazioni

#### Cinte murarie
La prima cinta muraria dell'oppidum fu eretta intorno al 150 a.C., utilizzando la tecnica del murus gallicus. Si ignorano ancora i motivi che portarono a questa iniziativa ma si ritiene che la costruzione della cinta non rispondesse solo a esigenze puramente difensive, ma svolgesse anche una funzione di ostentazione e di prestigio. Questa funzione rappresentativa è ben visibile nella monumentalità della porta orientale della città. Il baluardo fu rinforzato da una rampa larga 9 metri, addossata all'interno.
Una seconda cinta più esterna fu aggiunta nel 104 a.C.: realizzata nella tecnica del Pfostenschlitzmauer (un muro in pietra e palizzata verticale, tipico degli oppida centroeuropei), essa andò a inglobare il muro precedente. Una terza fase costruttiva seguì la stessa tecnica muraria.
Prima della fondazione dell'oppidum, il ruscello di Igelsbach, che attraversava la cinta fino ad uno stagno, fu deviato e fatto a scorrere parallelamente al muro, fino a confluire nel Paar, formando così un fossato a sud-ovest.

#### Porta orientale

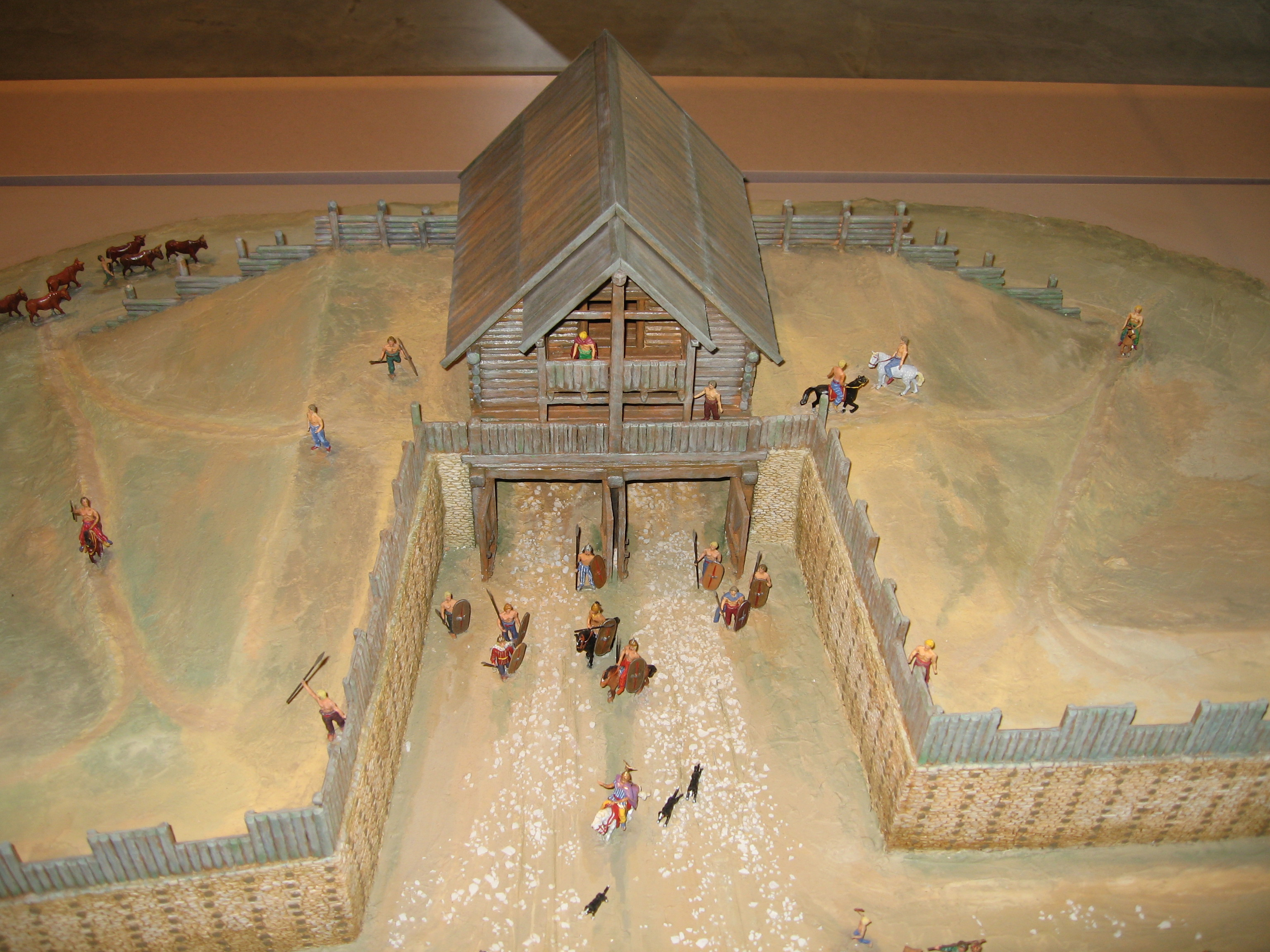
Plastico della Porta orientale a tenaglia

Nel sito sono visibili i resti della porta orientale: le sue vestigia sono ben studiate, al punto che, più a sud, lungo la parte meridionale della cinta, se ne può anche vedere un'ipotesi ricostruttiva. Si trattava di una porta a tenaglia (Zangentor) con un'apertura la cui luce era divisa in due corsie, sovrastata da una postazione di guardia il cui preciso aspetto non è possibile determinare con sicurezza. Alle due aperture si accedeva attraverso una sorta di corridoio a cielo aperto fiancheggiato da due muri.
La porta fu distrutta da un incendio verso l'80 a.C. e le macerie, lasciate sul posto, rivelano che a quell'epoca la strada che vi passava era già stata abbandonata.

## La vita dell'oppidum

### Alimentazione

#### Agricoltura
Molti indizi indicano che l'agricoltura era praticata anche all'interno della cinta muraria, con coltivazioni perfino all'interno dei quartieri residenziali. I bordi dell'oppidum, in particolare, potrebbero essere stati destinati a questo. Nonostante questo, all'epoca del suo apogeo, l'agglomerato, per assicurarsi la sussistenza, doveva sicuramente dipendere dalle regioni circostanti.
Orzo e spelta erano le colture principali. Ma anche miglio, farro, piccolo farro (Triticum monococcum), avena, frumento e segale. Ma nella dieta degli abitanti entravano a far parte anche le lenticchie, le fave, il papavero da oppio, le nocciole e varia altra frutta a nòcciolo.

#### Allevamento
Il ritrovamento di un enorme numero di ossa, insieme ai resti di altri sottoprodotti animali, testimonia di un allevamento intensivo; è anche possibile che Manching fosse sede di un mercato del bestiame, la cui importanza andava oltre i confini della stessa regione. Gli animali più comuni erano soprattutto suini e bovini (questi ultimi utilizzati anche come animali da traino), ma anche ovini (per la lana) e caprini (per il latte ed il formaggio). Il pollame invece non svolgeva un ruolo significativo nell'alimentazione. Cavalli e cani, pur entrando nella dieta, non erano oggetto di un particolare allevamento.

#### Pesca
La vicinanza a fiumi e corsi d'acqua faceva presumere che gli abitanti praticassero anche la pesca: questa supposizione si è rivelata fondata solo a grazie alle più recenti ricerche sugli avanzi interrati. 
È stato questo anche il caso per le tracce di una tipica salsa mediterranea a base di pesce, il garum.

#### Vino
Il ritrovamento di anfore vinarie testimonia inoltre del consumo di vino, di importazione mediterranea.

### Economia

#### Artigianato
La città si avvaleva di un fiorente artigianato del ferro, i cui prodotti, però, rispondevano essenzialmente a bisogni locali. Il minerale ferroso era estratto nell'entroterra danubiano e a Feilenmoos, una frazione di Geisenfeld, tre km circa a sudest di Manching. Tra i prodotti era compresa una varietà di utensili specializzati, che testimoniano di una vivace attività artigianale. A Manching si producevano anche perline e braccialetti in vetro, il cui colore dominante era il blu. Ma anche la ceramica, l'oreficeria e la tessitura vi erano praticate a un livello avanzato.
Gli scavi hanno portato alla luce ambra del Baltico e anfore vinarie di produzione mediterranea, tutte testimonianze di relazioni commerciali che si irradiavano su scala europea. Si sono rinvenuti, inoltre, vasellame da tavola di lusso, oggetti in bronzo, e gioielli.

#### Monetazioni

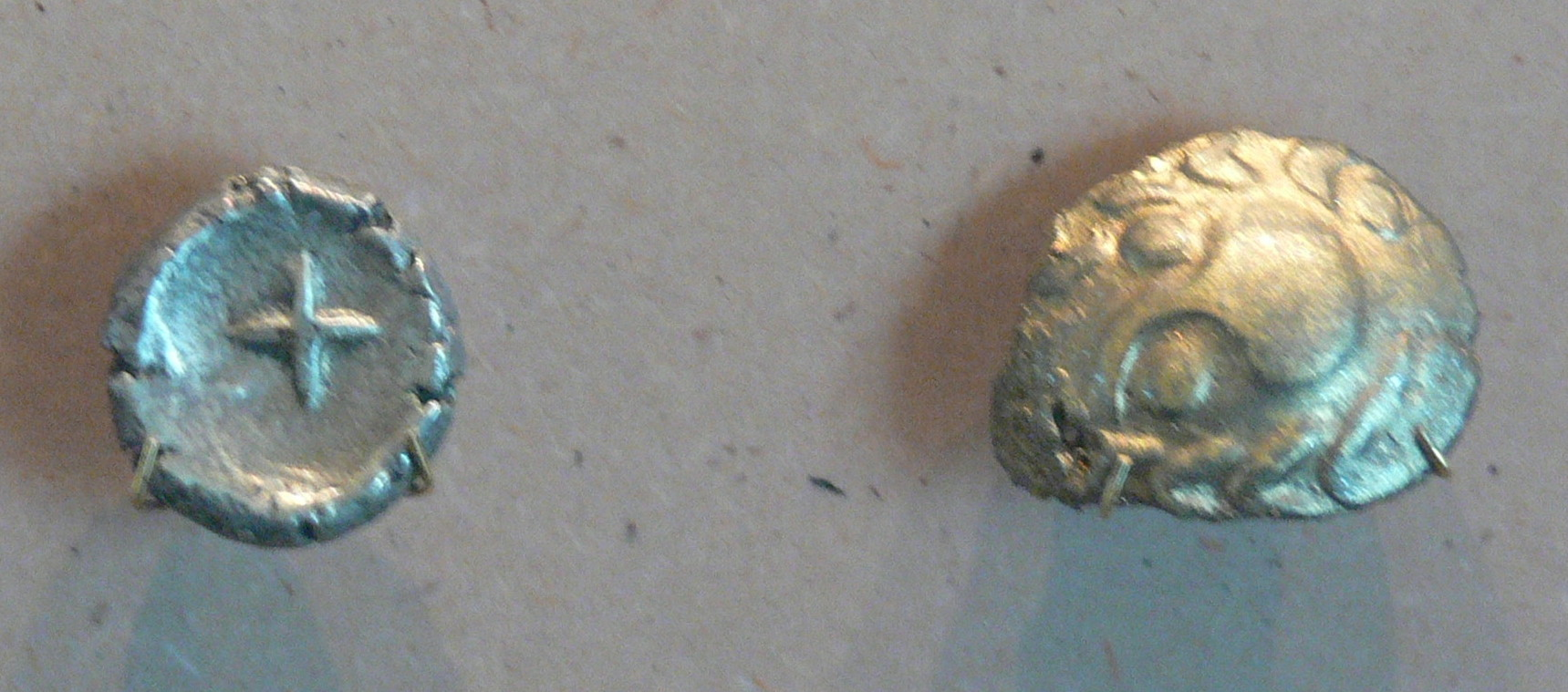
Coppelle dell'arcobaleno da Manching

La città disponeva di una propria moneta per il commercio locale, consistente in piccoli conii argentei e in Büschelquinare (quinarii argentei rappresentanti un cavallo dalla criniera stilizzata in forma di ciuffo - in tedesco Büschel), oltre che monete in bronzo di bassa lega (cosiddetto bronzo bianco o Potin). Per il commercio a lunga distanza erano utilizzate monete auree e, a partire dal I secolo a.C., monete in argento. 

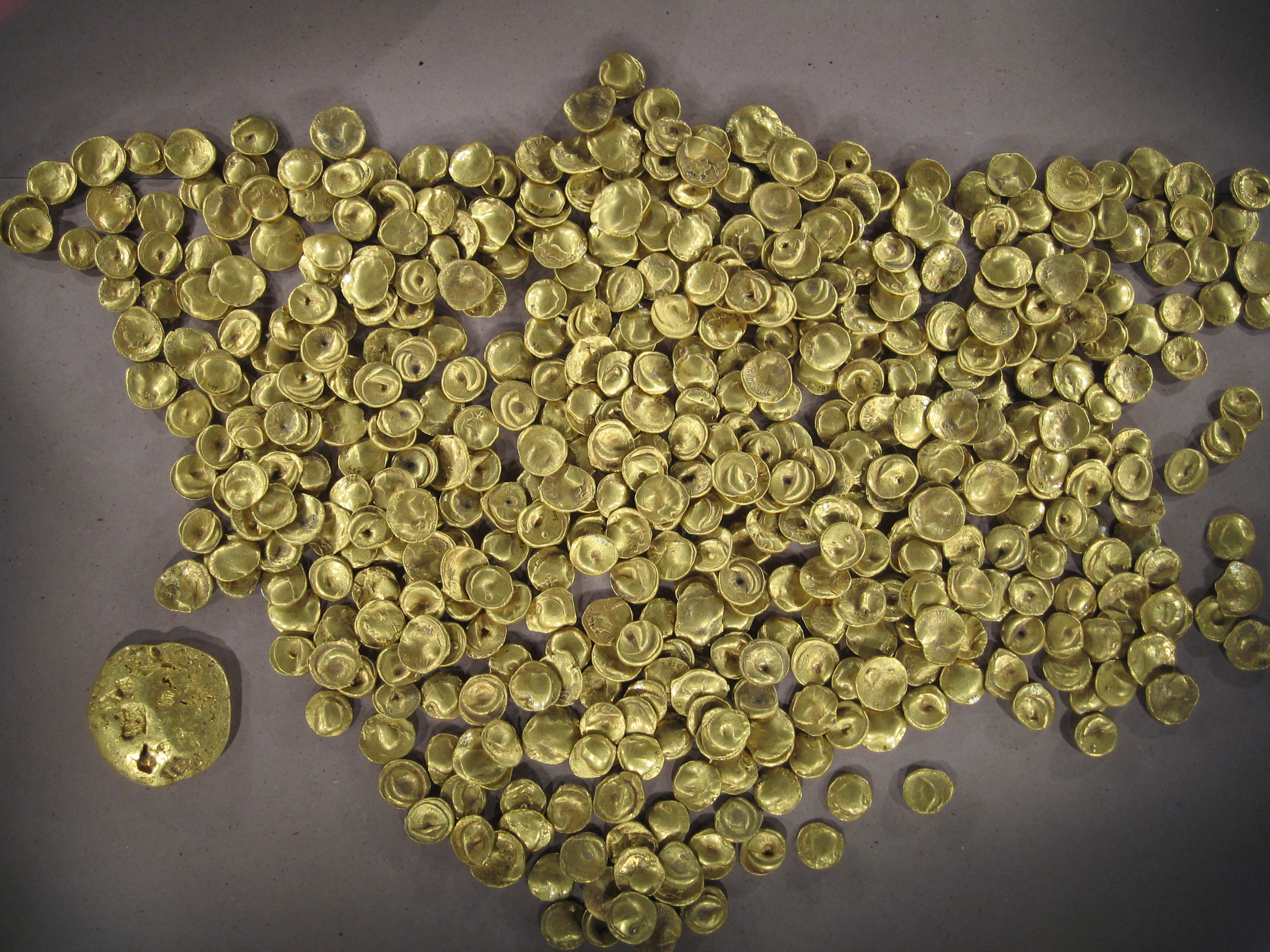
Monetazione votiva ritrovata insieme a una pepita (in basso a sinistra, più grande). Deposizione votiva dall'oppidum di Manching (Keltenmuseum Manching).

Le monete d'oro di Manching hanno una caratteristica forma concava, quasi a piccola coppa: in Germania, tali reperti sono popolarmente conosciuti con il nome di Regenbogenschüsselchen, coppelle dell'arcobaleno, un termine derivato dalla credenza popolare secondo cui il loro ritrovamento nel terreno, in genere dopo un temporale, fosse collegato al tesoro presente ai piedi dell'arcobaleno.
Circolava anche moneta falsa, realizzata ad esempio in bronzo rivestito d'oro (suberati): alcune bilance di precisione, ritrovate sul sito, dovevano servire per controlli di autenticità.
La grande quantità e varietà di chiavi utilizzate per porte e mobilia indica il possesso di beni che era necessario proteggere, e la stretta convivenza di molte persone doveva accrescere questo bisogno di sicurezza.

### Reimpiego di materie prime
Gli scavi condotti presso l'«Altenfeld» hanno restituito evidenze del frequente ricorso a forme di riutilizzo del metallo. Non si sa da cosa nascesse questo bisogno di riciclaggio, ma le vestigia associabili all'ultima fase del popolamento, nel I secolo a.C., sembrano mostrare un declino già in atto nella città: il declino potrebbe aver reso indispensabile il riutilizzo delle materie prime che non si era più in grado di procurare.

### Inumazioni diffuse

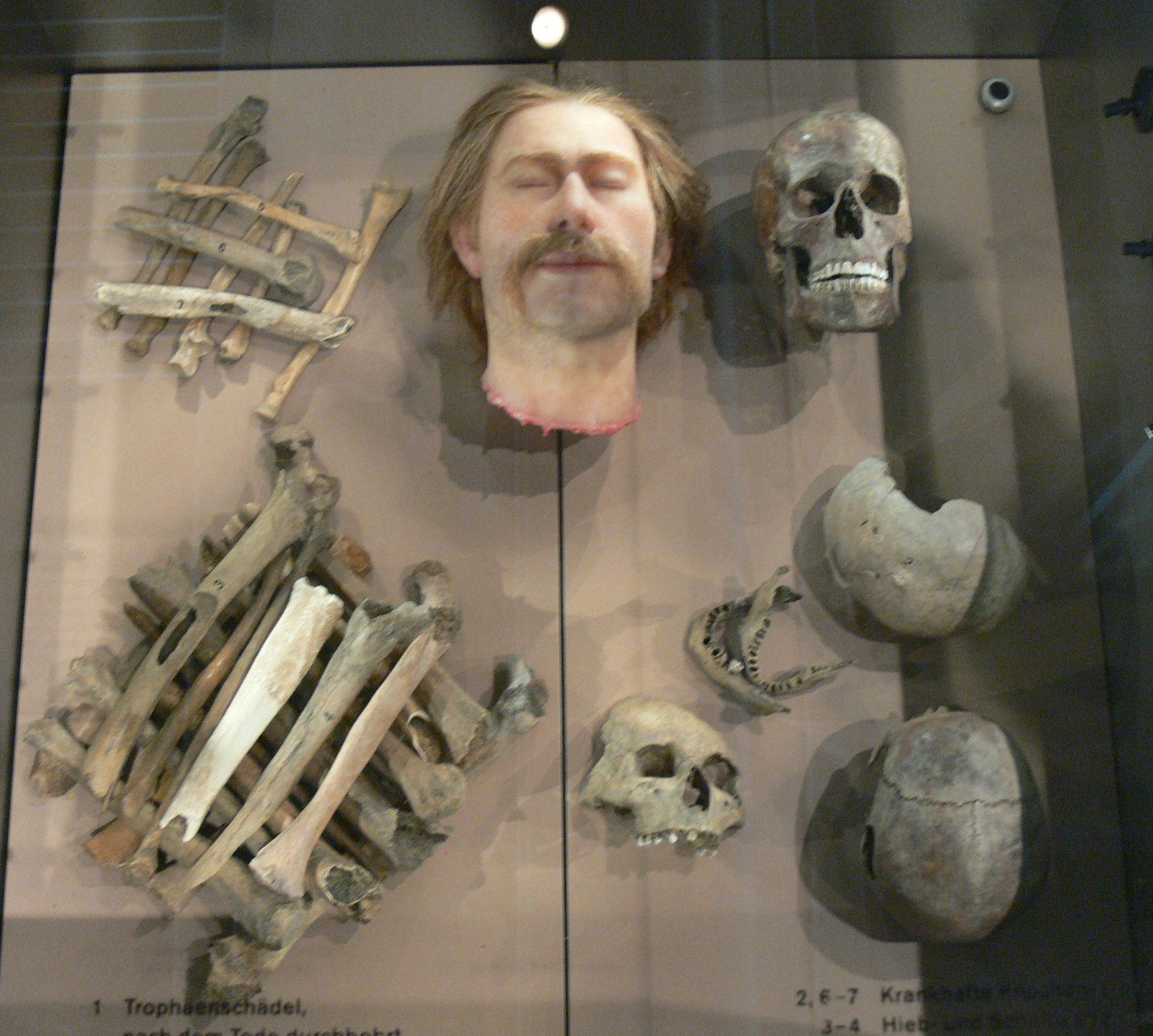
Ossa e trofei umani dall'oppidum di Manching

Gli scavi archeologici hanno portato alla luce un gran numero di ossa umane, distribuite sull'intero sito, tanto che al tempo dei primi scavi si pensò anche che l'oppidum fosse andato incontro a una fine violenta. 

#### Evidenze circa un culto dei morti
Oggi si tende piuttosto a considerare questi ritrovamenti come l'impronta archeologica di qualche particolare forma di culto dei morti e degli antenati, ancora da interpretare.
Vi sono, ad esempio, frequenti evidenze di riti di doppia inumazione che consistevano nel prelievo, dalle spoglie dei defunti, di parti non ancora completamente decomposte, con una preferenza per le ossa lunghe.
Dalle ossa prelevate, come attestato dai ritrovamenti, venivano preventivamente rimossi i resti di tessuti molli ancora aderenti dalle per essere poi conservate, forse come reliquie, o per disporle a formare degli ossari esterni. Le ossa mostrano infatti anche segni di esposizione all'atmosfera.

## Necropoli
Due sono le necropoli collegabili al sito dell'oppidum: quella di Hundsrucken e quella di Steinbichel, il cui uso ebbe inizio alla fine del IV secolo a.C. con le più tarde sepolture databili al II secolo a.C.
La necropoli di Hundsrucken, con le sue 22 tombe, si trova a nord-est, all'interno del muro di cinta costruito in epoca successiva: dovette essere probabilmente abbandonata proprio per l'accrescersi dell'insediamento.
La necropoli di Steinbichel, composta di 43 tombe, si trova sull'altra riva del fiume Paar.
Le tombe delle due necropoli erano destinate ad accogliere solo le classi sociali superiori, come è evidente dal gran numero di armi scoperte e dal lusso dei corredi funerari delle sepolture femminili.
Comunque, in linea generale, il numero di sepolture trovate in Germania, riferibili al periodo dal IV al II secolo a.C. è troppo scarso se raffrontato al numero dei siti corrispondenti. Solo una piccola parte della popolazione, quindi, doveva essere inumata in questa maniera: si può quindi sperare che moderni metodi di prospezione geofisica impiegati in campo archeologico permettano la scoperta di ulteriori sepolture.

## Ritrovamenti degni di nota

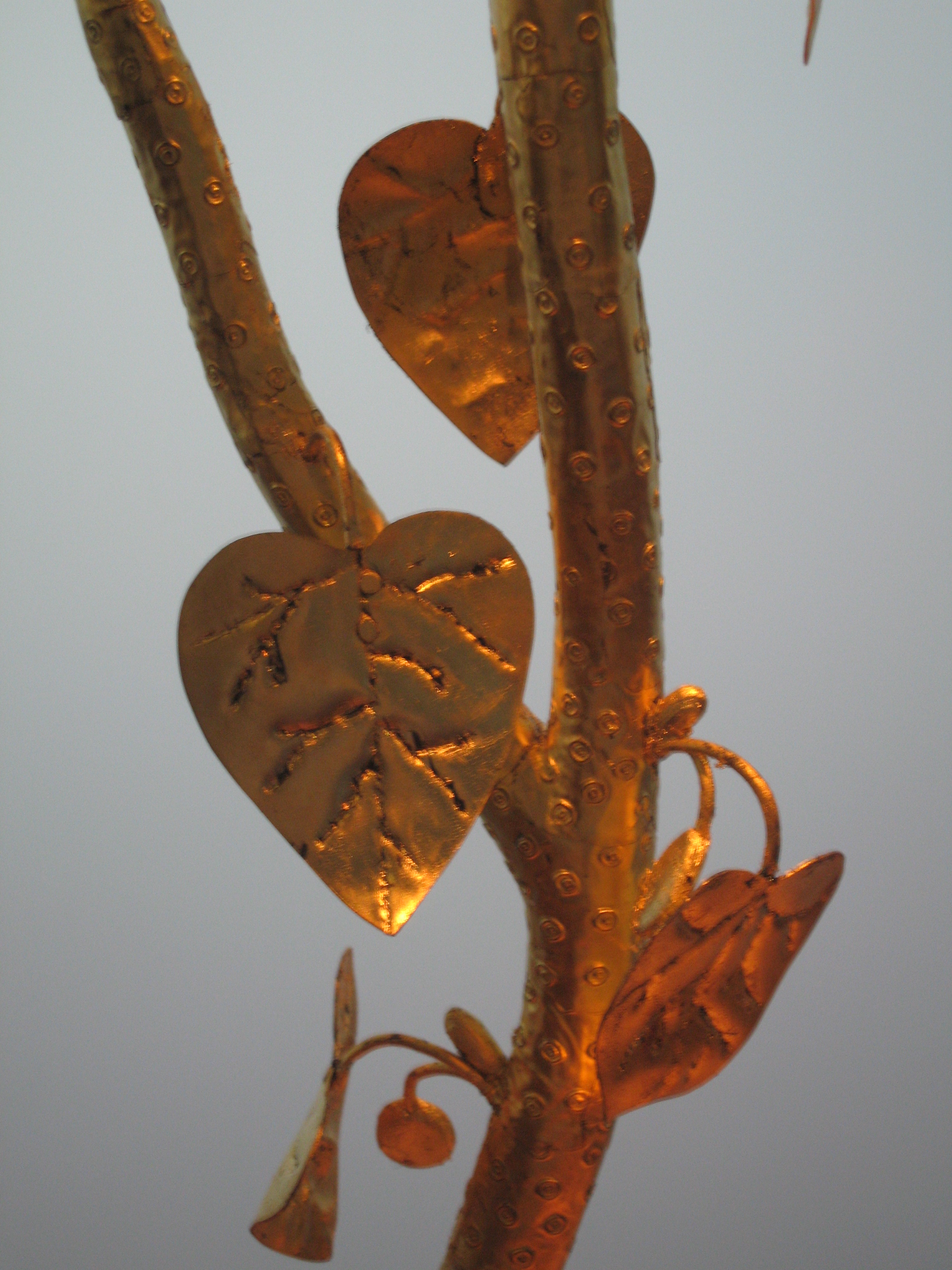
Ricostruzione dell'albero cultuale d'oro.

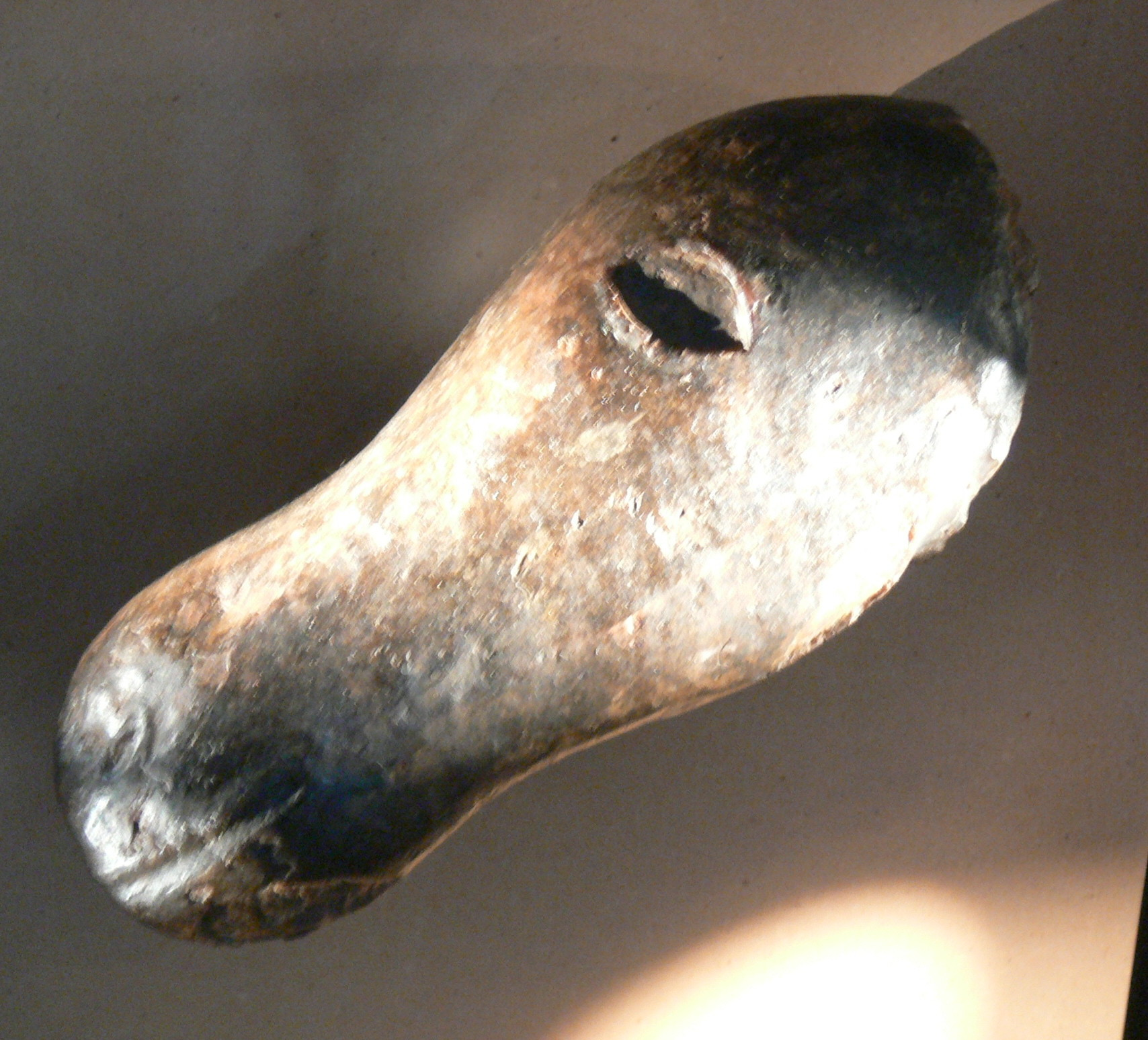
Testa di cavallo in lamina di ferro

Tra i numerosi reperti provenienti dal sito, ve ne sono alcuni che hanno conosciuto una particolare notorietà.
Nel 1999, nei pressi del porto fluviale, fu trovato un tesoro di monete celtiche d'oro. Comprendeva 483 stateri, a coppella, in uso presso i Celti Boi, e una pepita d'oro del peso di 217 g. Tre anelli di bronzo fanno pensare alle maniglie di un contenitore in qualche materiale organico, andato perduto per decomposizione.
Risale al 1984, durante degli scavi nei quartieri settentrionali, il rinvenimento un albero cultuale in oro. Si tratta di un tronco legnoso ricoperto di lamina d'oro, con un ramo ornato di foglie di edera in bronzo, al quale erano state applicate delle gemme e delle ghiande dorate. Questo oggetto di culto, databile al III secolo a.C., viene interpretato come un alberello di quercia coperto di edera. Era conservato in un contenitore in legno, anch'esso ricoperto da lamina d'oro.
Una statua di cavallo del II secolo a.C. è stata ritrovata nei pressi di un tesoro di armi sepolte, e per questo interpretata come oggetto cultuale. A differenza di altre statuette di cavallo della stessa epoca, questa non era realizzata in bronzo ma con placche di ferro. Dell'intero oggetto non si è ritrovato altro che la testa, priva delle orecchie, e alcune parti delle zampe. La statua era sepolta in frammenti sparpagliati: questa circostanza, insieme alla vicinanza al seppellimento del "tesoro" di armi, ha fatto ritenere che alla fine del II secolo a.C. dovesse essersi svolta una battaglia, durante la quale alcune costruzioni, interpretate come edifici di culto, furono saccheggiate e distrutte.
Tra i manufatti del sito di Manching sono di notevole interesse quei reperti che attestano, in maniera sia diretta sia indiretta, l'utilizzo della scrittura presso i Celti: utensili appositi, come degli stili scrittorii, una pentola con inciso il nome del possessore e varie iscrizioni e graffiti su frammenti vascolari, tutti segni, insieme alla circolazione di moneta, di un'evoluzione urbana o proto-urbana. 
È testimoniato anche l'irradiamento dell'alfabeto greco, con una lettera theta presente su un frammento ceramico, mentre per altre iscrizioni non è possibile discriminare tra l'uso dell'alfabeto greco e l'uso di quello latino.

## La fine dell'oppidum

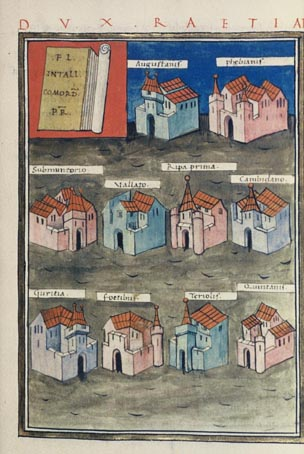
Vallatum tra i castra al comando del Dux Raetiae, secondo la Notitia dignitatum: Augustanis, Phebianis, Submuntorio, Vallato, Ripa prima, Cambidano, Guntia, Foetibus, Teriolis e Quintanis

Si è ritenuto a lungo che la distruzione dell'insediamento fosse da collegarsi alla conquista romana; questa tesi non è ancora del tutto abbandonata, anche se oggi si ritiene comunque improbabile che la piazzaforte sia stata conquistata o rasa la suolo dai Romani. La migrazione dei Cimbri e dei Teutoni, negli ultimi decenni del II secolo a.C., potrebbe aver condotto a un conflitto armato responsabile della fine dell'insediamento.
Ma, più verosimilmente, secondo Susanne Sievers, la decadenza di Manching può essere spiegata con un processo di graduale deterioramento degli equilibri economici che avevano favorito il fiorire della città: a determinare la mutazione dovette contribuire una combinazione di cause, interne ed esterne, il cui atto finale sarebbe stato costituito dai rivolgimenti e dalle ripercussioni economiche che si propagarono nel mondo celtico in seguito alla conquista della Gallia da parte di Cesare.
Il costante declino della popolazione provocò lo spopolamento del sito, a cui fece seguito il riutilizzo altrove delle pietre della cinta muraria, i cui bastioni non furono più riparati e caddero in rovina. A metà del I secolo a.C. il popolamento del sito doveva già apparire fortemente rarefatto, non in grado di assolvere alle sue antiche funzioni politiche, economiche e cultuali.

### Popolamento in epoca romana
Nel 15 a.C., agli occhi di Tiberio e Druso, giuntivi all'epoca della conquista romana del territorio, già più nulla rimaneva della fiorente capitale celtica di un secolo prima, se non le rovine di un'imponente fortificazione.
In seguito, praticamente sullo stesso luogo, i Romani edificarono Vallatum (o Vallato: Notitia dignitatum e Itinerarium Antonini, sulla strada tra Castra Regina e Augusta Vindelicorum, indicato come sede della Legio III Italica e del terzo squadrone di cavalleria di Valeriano.
I Romani reimpiegarono i blocchi calcarei quale materia prima per la produzione di calce, come testimoniato dai resti di antichi forni a calce. Ma già dal I secolo d.C., per edificarvi il loro castrum, i Romani preferirono il vicino borgo di Oberstimm, il che dimostra come il luogo dove sorgeva l'antica Manching avesse già perso la sua antica funzione di crocevia sul Danubio.

### Approfondimenti
Per un quadro dello stato di avanzamento delle conoscenze sull'archeologia del sito, si elencano le seguenti pubblicazioni.
- L'Istituto archeologico germanico ha consacrato una rivista allo studio del sito e al rendiconto degli avanzamenti nelle esplorazioni, Die Ausgrabungen in Manching, della quale sono stati licenziati, fino al 2014, 18 numeri
- Susanne Sievers, Manching: Die Keltenstadt. seconda edizione aggiornata, Theiss, Stuttgart 2007 ISBN 3-8062-1765-3
- Sabine Rieckhof, «Der Untergang der Städte. Der Zusammenbruch des keltischen Wirtschafts- und Gesellschaftssystems», in: C. Dobiat/S. Sievers/Th. Stöllner (curatori): Dürrnberg und Manching. Wirtschaftsarchäologie im ostkeltischen Raum. (Atti del colloquio internazionale di Hallein del 1998). Bonn 2002[2003], pp. 359–379 ISBN 3-7749-3027-9
- Hermann Dannheimer et Gebhard Rupert (curatori): Das keltische Jahrtausend. Catalogo dell'esposizione «Prähistorische Staatssammlung» München, Museo della Preistoria e della Storia antica. Zabern-Verlag, Magonza, 1993 ISBN 3-8053-1514-7